# Desafiando la gravedad
Desafiando la gravedad è il quinto album in studio della cantante argentino-spagnola Chenoa, pubblicato nel 2009.

## Tracce
1. Buenas noticias - 4:14
2. Duele - 4:30
3. Nada de nada (con Gloria Trevi) - 4:09
4. Como una postal - 4:15
5. Lo que te haría - 3:40
6. Me caes tan bien - 4:09
7. Desafiando la gravedad - 3:29
8. Transformación - 3:30
9. Nada es fácil ni difícil - 3:29
10. Defectos perfectos - 3:10
11. Te puedo perdonar (Canción cedida por coti) - 3:11
12. Gatúbela - 3:19
13. La diferencia (Bonus track) -3:14